# Аламбайська сільська рада
Аламба́йська сільська рада (рос. Аламбайский сельский совет) — сільське поселення у складі Зоринського району Алтайського краю Росії.
Адміністративний центр та єдиний населений пункт — селище Аламбай.

## Населення
Населення — 449 осіб (2019; 699 в 2010, 866 у 2002).